# Ytnära pelarstation

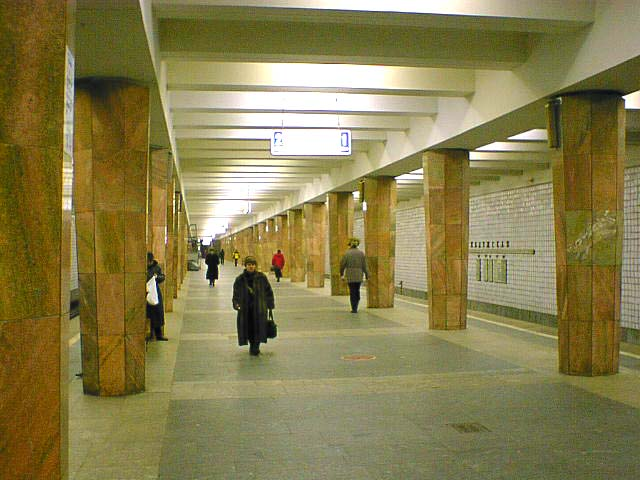
Exempel på en ytnära pelarstation, Kaluzjskaja i Moskvas tunnelbana.

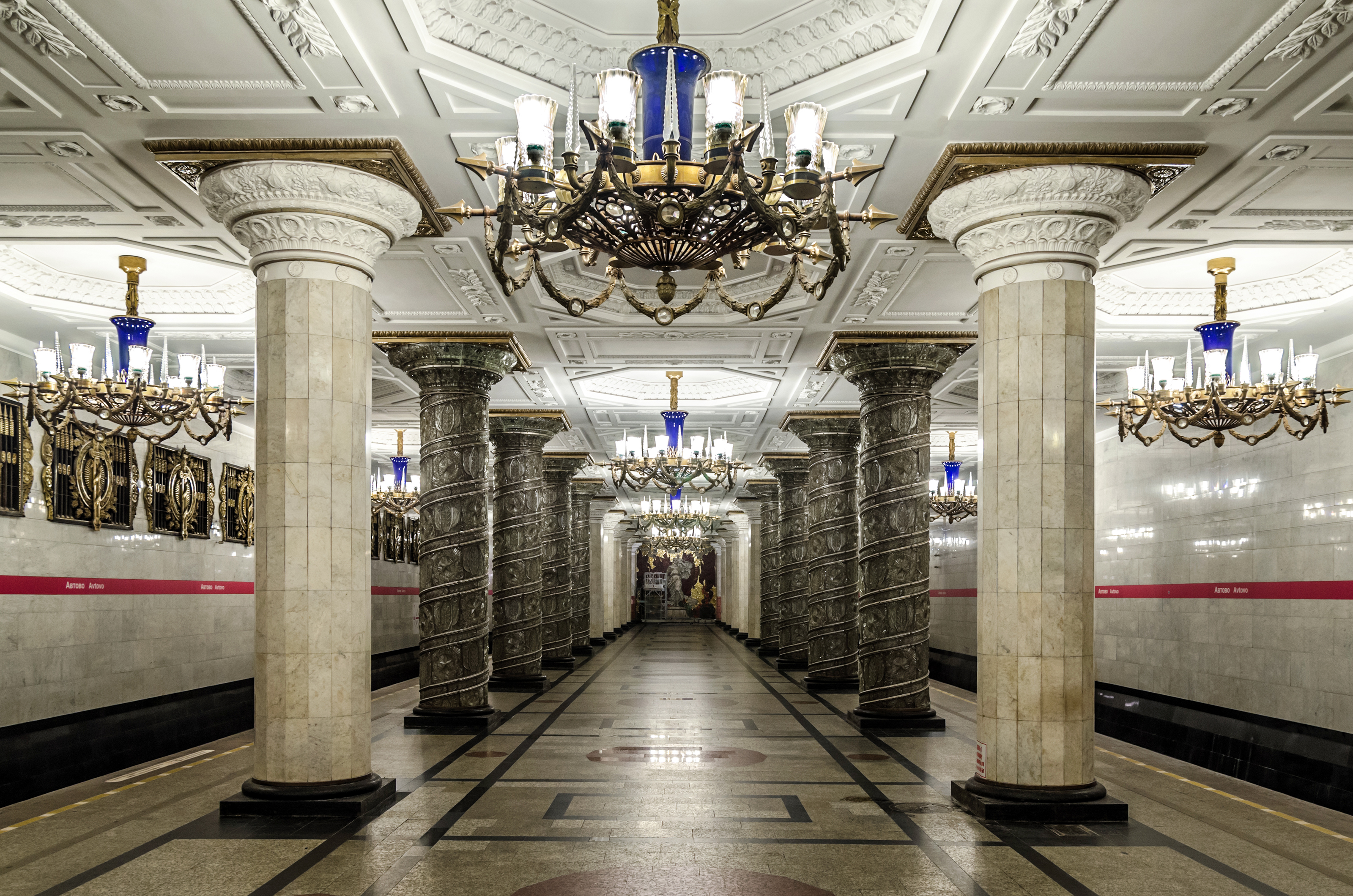
Ytnära pelarstationen Avtovo i Sankt Petersburgs tunnelbana.

En ytnära pelarstation är en typ av tunnelbanestation belägen relativt nära markytan (ofta 7-14 meter under markytan) och som kännetecknas av ett stort antal kompletterande stöd för det underjordiska hålrummet. Vanligtvis används pelare av stål eller betong och stål, ordnade i rader parallellt med stationens längdaxel. I vissa fall ersätts en pelarrad med en bärande vägg. Stationerna kan ha dubbelspann, med bara en rad pelare i mitten, eller trippelspann med två pelarrader, eller multispann. 
I tunnelbanorna i New York och Berlin har en typisk ytnära pelarstation två spann. I Ryssland är den typiska ytnära pelarstationen en station med trippelspann, byggd i betong och stål och med en längd på 102-164 meter med ett avstånd mellan pelarna på 4-6 meter. I Moskvas tunnelbana är omkring hälften av stationerna ytnära, dessa är främst byggda på 1960- och 1970-talen. 